# Церква святих Петра і Павла (Турка)
Церква Святих Петра і Павла — чинна мурована церква у місті Турка Львівської області. Парафія належить до Турківського деканату Самбірсько-Дрогобицької єпархії УГКЦ.

## Розташування
Стоїть у центрі міста (вулиця Адама Міцкевича, 5).

## Історія
Проект архітектора Лукашевича. 
Освячена 12 липня 2004 року.

## Архітектура
Церква мурована з цегли. В об’ємно-композиційному вирішенні – куб із півкруглою вівтарною апсидою, завершений шоломовою банею на циліндричному світловому барабані. 
Припідняті у формі невеликих веж наріжники куба акцентовані маленькими восьмериками, завершеними маківками з хрестами аналогічно центральній. Вглиблені поля між наріжниками заповнені двоярусними аркадами галерей.